# 575 Renate
För andra betydelser, se Renate (olika betydelser).
575 Renate eller 1905 RE är en asteroid i huvudbältet, som upptäcktes 19 september 1905 av den tyske astronomen Max Wolf i Heidelberg. Det är okänt efter vem eller vad asteroiden är uppkallad.
Asteroiden har en diameter på ungefär 19 kilometer och den tillhör asteroidgruppen Maria.